# Zabloudil
Rybník Zabloudil o rozloze vodní plochy 1,0 ha se nalézá se nalézá asi 600 m jižně od centra osady Ledec v okrese Pardubice. Rybník však leží již na katastrálním území obce Holotín. Rybník je využíván pro chov ryb a zároveň představuje lokální biocentrum pro rozmnožování obojživelníků. Rybník je součástí rybniční soustavy skládající se dále z rybníků Stružník, Rohlíček, Kamenný rybník, Ledecký rybník.

## Galerie

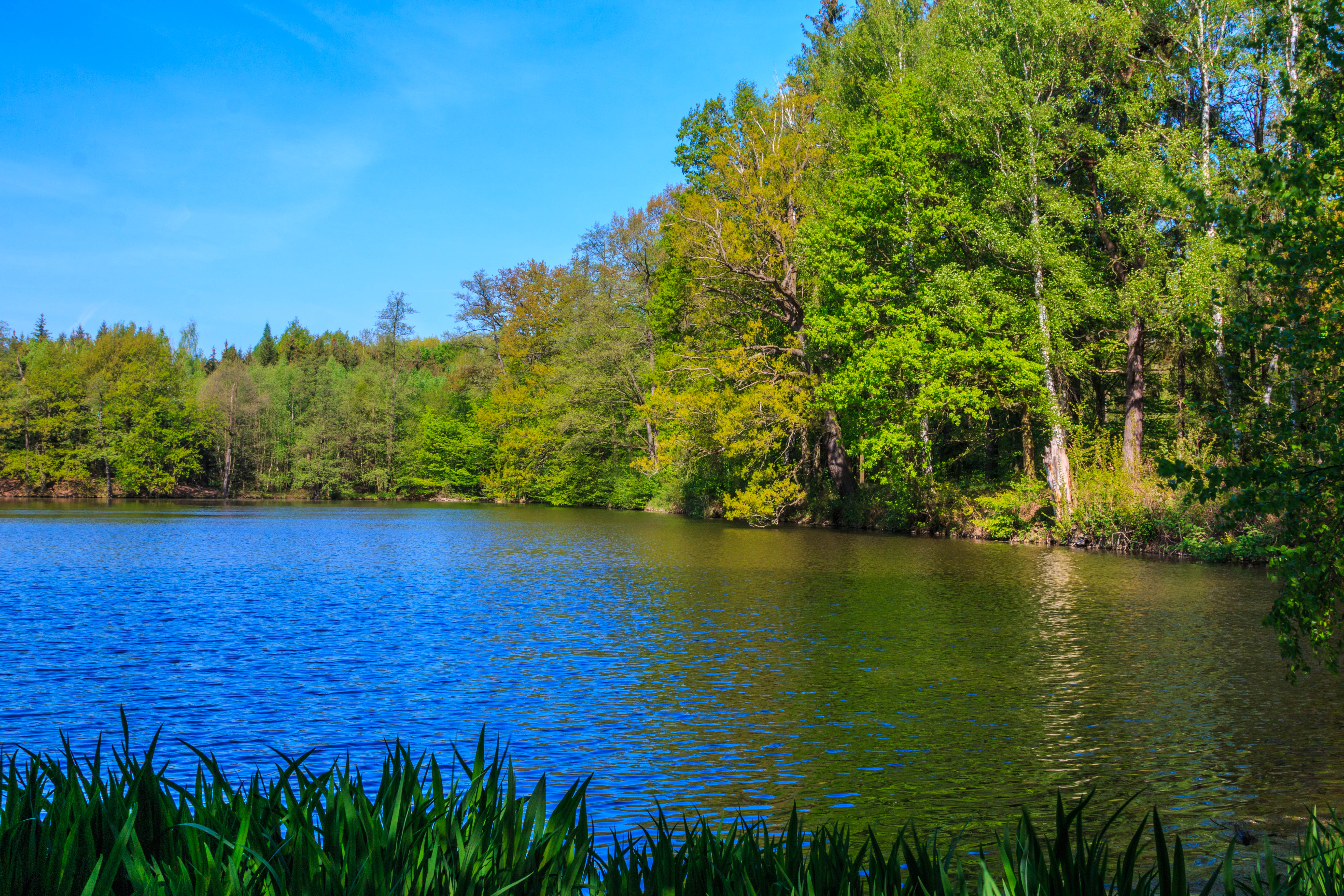
pohled na rybník Zabloudil
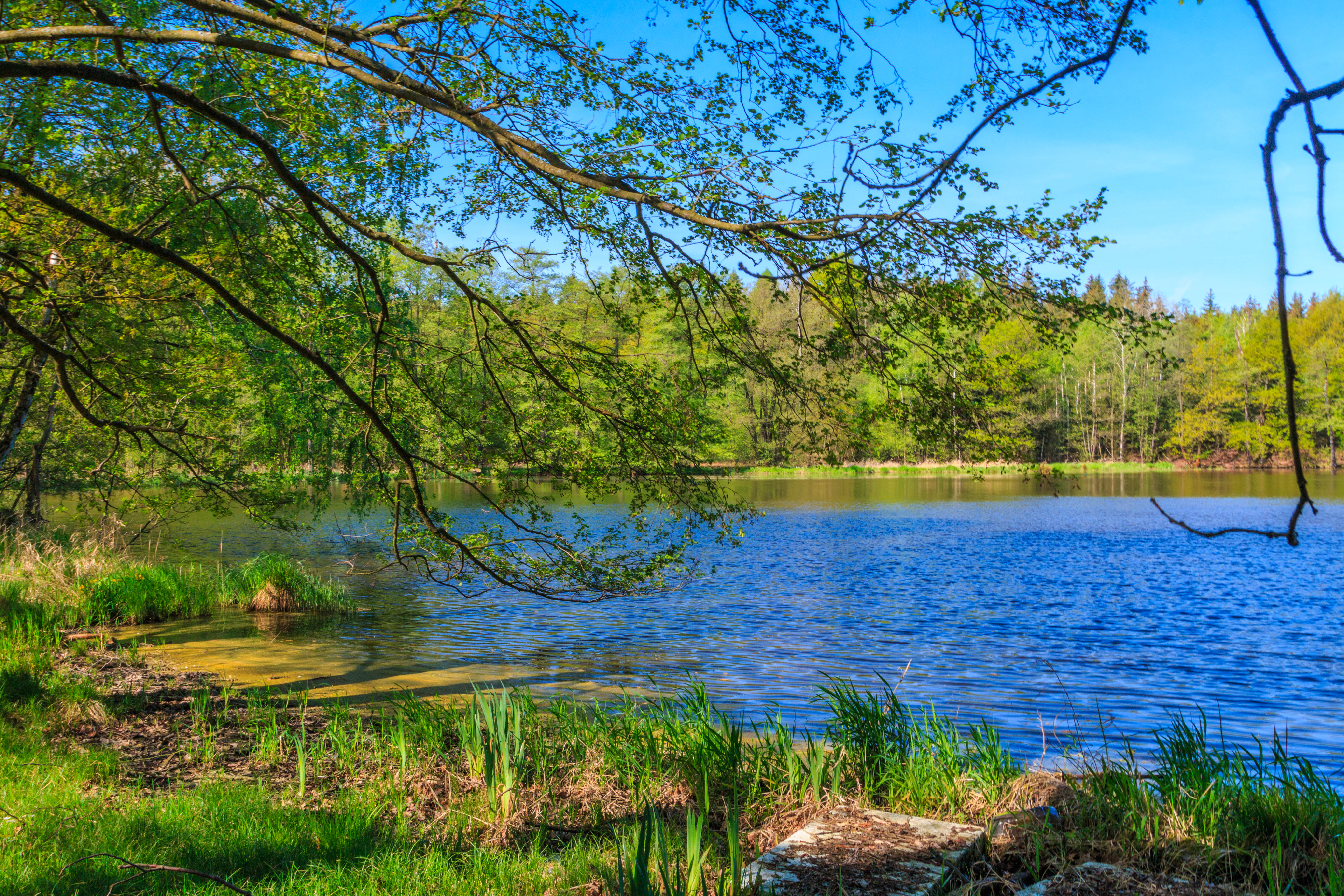
pohled na rybník Zabloudil
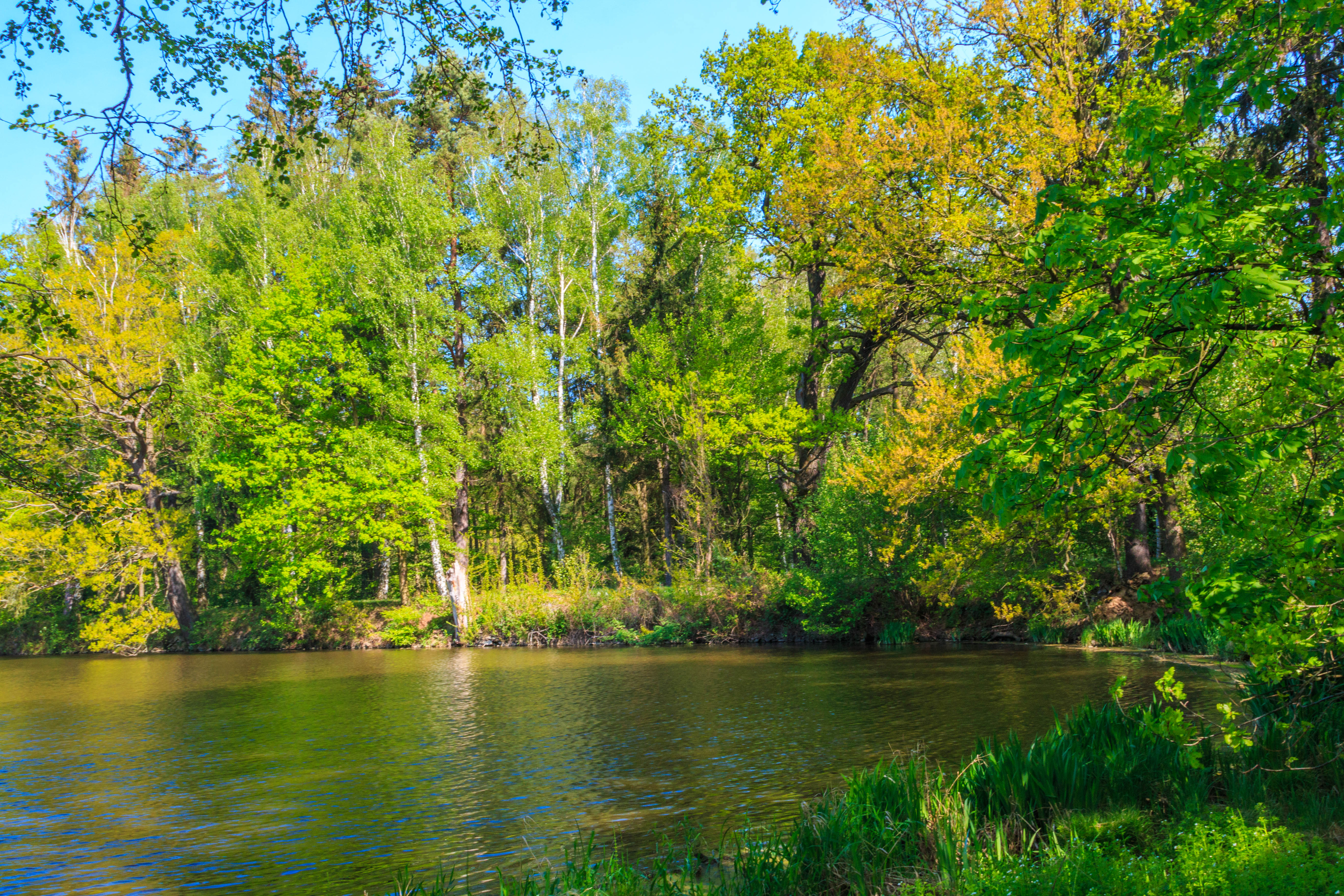
pohled na rybník Zabloudil
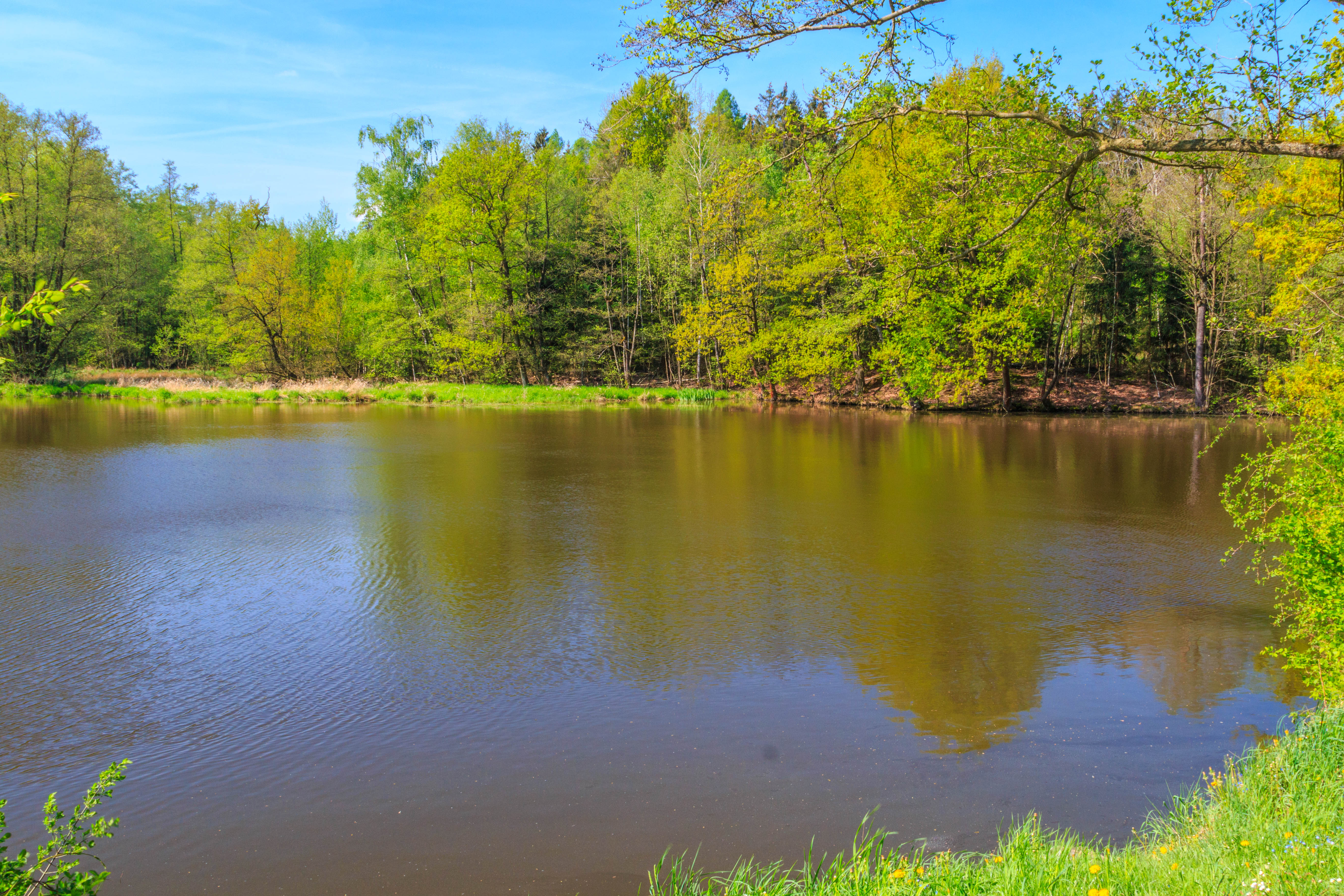
pohled na rybník Zabloudil